# Gevlekte towie
De gevlekte towie (Pipilo maculatus) is een zangvogel uit de familie Emberizidae (gorzen). 

## Verspreiding en leefgebied
Deze soort telt 21 ondersoorten:
- P. m. oregonus: van zuidwestelijk Canada tot zuidwestelijk Oregon.
- P. m. falcifer: noordwestelijk Californië.
- P. m. megalonyx: van het westelijke deel van Centraal-Californië tot uiterst noordwestelijk Baja California (noordwestelijk Mexico).
- P. m. clementae: de eilanden nabij zuidwestelijk Californië.
- P. m. umbraticola: noordelijk Baja California.
- P. m. consobrinus: Isla Guadalupe (nabij Baja California).
- P. m. magnirostris: zuidelijk Baja California.
- P. m. curtatus: binnenlands zuidwestelijk Canada en de binnenlandse noordwestelijke Verenigde Staten.
- P. m. falcinellus: van zuidelijk Oregon tot centraal Californië.
- P. m. arcticus: het zuidelijke deel van Centraal-Canada en de westelijk-centrale Verenigde Staten.
- P. m. montanus: de zuidwestelijke Verenigde Staten en noordelijk Mexico.
- P. m. gaigei: oostelijk New Mexico, westelijk Texas en het noordelijke deel van Centraal-Mexico.
- P. m. griseipygius: westelijk Mexico.
- P. m. orientalis: noordoostelijk Mexico.
- P. m. maculatus: oostelijk Mexico.
- P. m. vulcanorum: het zuidelijke deel van Centraal-Mexico.
- P. m. oaxacae: Oaxaca (zuidelijk Mexico).
- P. m. chiapensis: centraal Chiapas (zuidelijk Mexico).
- P. m. repetens: zuidoostelijk Chiapas en westelijk Guatemala.
- P. m. macronyx: van zuidwestelijk tot het zuidelijke deel van Centraal-Mexico.
- P. m. socorroensis: Isla Socorro (nabij westelijk Mexico).